# Mandry

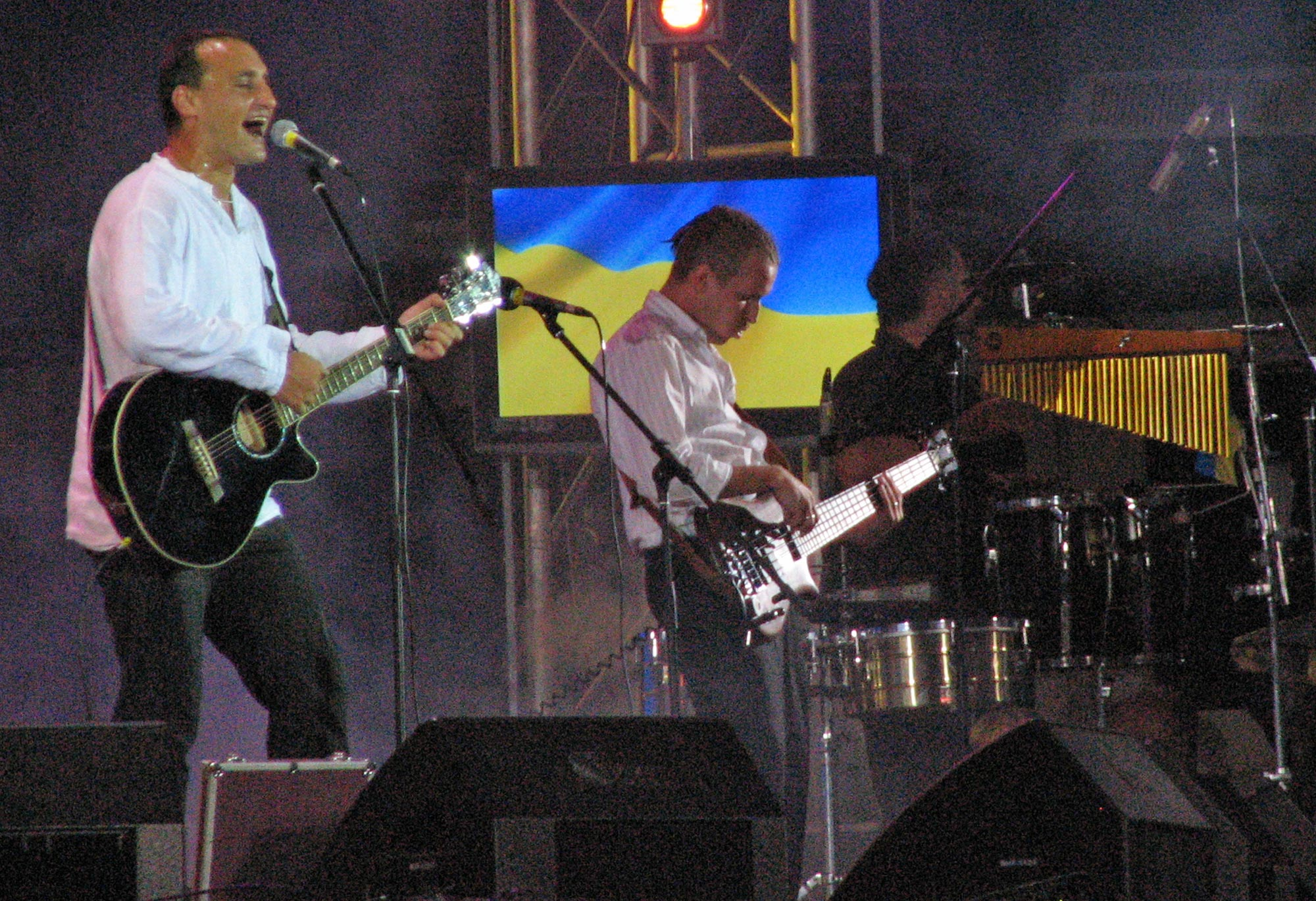

Mandry – ukraiński zespół muzyczny, grający reggae, bluesa, rocka. Powstał w 1997 roku w Kijowie.

## Dyskografia
- Mandry (1998)
- Romansero pro niżnu korolewu (2000, nowa wersja 2002)
- Rusałki (2000)
- Łehenda pro Iwana ta Odarku (2002)
- Doroha (2006)
- U krainy mrij - Live (2007)
- Swit (2011)